# Enrique Martínez Heredia
Enrique Martínez Heredia (Huesa, 27 gennaio 1953) è un ex ciclista su strada e pistard spagnolo.
Professionista dal 1976 al 1983, vinse i campionati spagnoli in linea nel 1978, una Volta Ciclista a Catalunya e due tappe alla Vuelta a España.

## Palmarès

### Strada
- 1973 (dilettanti)

Trofeo San José-Iberdrola
Campionati del mondo militari, Prova in linea
Classifica generale Vuelta a la Comunidad Navarra
2ª tappa Grand Prix de l'Avenir (Pézenas > Argelès-sur-Mer)
- 1974 (dilettanti)

Campionati del mondo militari, Prova in linea
Campionati spagnoli, Prova in linea dilettanti
Campionati spagnoli delle regioni
Vuelta a Cordoba
Vuelta a Salamanca
Vuelta a Gerone
Tour du Béarn-Aragon
Nice-Burgogne en Brese
6ª tappa Grand Prix de l'Avenir (Sort > Saint-Lary-Soulan)
Classifica generale Grand Prix de l'Avenir
- 1975 (dilettanti)

Campionati spagnoli, Prova in salita
Campionati spagnoli delle regioni
Ruta de Olivo
Memorial Valenciaga
7ª tappa Corsa della Pace (Lipnic nad Becnou > Trzyniec)
- 1976 (Kas, due vittorie)

Classifica generale Volta Ciclista a Catalunya
Clasica de Sabiñánigo
- 1977 (Kas, una vittoria)

6ª tappa Volta Ciclista a Catalunya (Playa de Aro > La Garriga)
- 1978 (Kas, sei vittorie)

Campionati spagnoli, Prova in linea
Clasica de Sabiñánigo
4ª tappa Vuelta a Asturias (Oviedo > Luarca)
Classifica generale Vuelta a Asturias
3ª tappa Vuelta al País Vasco (Lekeitio > Placencia de las Armas)
1ª tappa Vuelta a Cantabria (Santander > Castro Urdiales)
- 1979 (Kas, cinque vittorie)

Gran Premio Ciudad de Vigo
Gran Premio Cuprosan
2ª tappa Vuelta a Asturias (Navia > Luarca)
4ª tappa Vuelta al País Vasco (Hondarribia > Bermeo)
2ª tappa Vuelta a la Rioja (Logroño > Logroño)
- 1980 (Teka, tre vittorie)

3ª tappa Challeng Costa del Azahar (Almazora > Almazora)
Circuito de Pascuas
6ª tappa Vuelta a España (Seo de Urgel > Viella)
- 1981 (Colchón CR - Velasquez Seguros - Campagnolo, cinque vittorie)

Clasica de Sabinanigo
2ª tappa Vuelta a Aragón (Calatayud > Tauste)
6ª tappa Vuelta a Aragón
5ª tappa Vuelta a Castilla (Villalba > Galapagar)
3ª tappa Challeng Costa del Azahar (Onda > Onda)
- 1982 (Kelme, due vittorie)

7ª tappa Vuelta a España (Saragozza > Sabiñánigo)
3ª tappa Vuelta a las Tres Provincias (Alcacer > Villajoyosa)
- 1983 (Hueso Chocolates, una vittoria)

Escalada Parque Torres

#### Altri successi
- 1973 (dilettanti)

Criterium di Morazarral
Classifica a punti Grand Prix de l'Avenir
- 1974 (dilettanti)

Classifica a squadre Grand Prix de l'Avenir
- 1976 (Kas)

Classifica giovani Tour de France
Criterium di Vigo
Criterium di Madrid
Trofeo Cuprosan
Gran Premio d'Orense
- 1977 (Kas)

Classifica sprint Volta Ciclista a Catalunya
- 1978 (Kas)

Premio Labastida - Gran Premio Jatorrena
Criterium Aguilar de Campos
- 1979 (Kas)

Classifica scalatori Vuelta a Aragón
Vigo-Copa de España
- 1980 (Teka)

Gran Premio Rua Petin
- 1981 (Colchón CR - Velasquez Seguros - Campagnolo)

Criterium di Razesa-Alsasua
- 1983 (Hueso Chocolates)

Criterium de Tomelloso

### Pista
- 1983

Sei giorni di Madrid (con René Pijnen)

## Piazzamenti

### Grandi Giri
- Giro d'Italia

1977: ritirato (19ª tappa)
1982: ritirato (7ª tappa)
- Tour de France

1976: 23º
1977: 18º
1978: ritirato (10ª tappa)
- Vuelta a España

1976: 12º
1978: 8º
1979: 35º
1980: 31º
1981: 17º
1982: 11º
1983: 42º

### Classiche monumento
- Milano-Sanremo

1978: 122º

### Competizioni mondiali
- Campionati del mondo

Barcelona 1973 - Cronometro a squadre Dilettanti: 12º
Barcellona 1973 - In linea Dilettanti: 26º
Montréal 1974 - Cronometro a squadre Dilettanti: 5º
Yvoir 1975 - In linea Dilettanti: 13º
Yvoir 1975 - Cronometro a squadre Dilettanti: 21º
Ostuni 1976 - In linea: 34º
San Cristóbal  1977 - In linea: 25º
Nürburg 1978 - In linea: ritirato
Valkenburg 1979 - In linea: ritirato
Praga 1981 - In linea: ritirato